# Jónyer István
Jónyer István (Miskolc, 1950. augusztus 4.) a Nemzet Sportolója címmel kitüntetett négyszeres világbajnok magyar asztaliteniszező, Miskolc és Terézváros díszpolgára. Az 1970-es években sportágában a világ legeredményesebb játékosai közé tartozott. Híressé vált az általa kitalált oldalpörgetés, az ún. kiflipörgetés, melyet korábban csak ő tudott.

## Élete
Pályafutását a Diósgyőri VTK játékosaként kezdte tizenhárom éves korában, 1963-ban. 1970-ben a Budapesti Spartacushoz igazolt át, és a klub színeiben versenyzett egészen 1984-es visszavonulásáig. 1975-ben elnyerte az egyéni világbajnoki címet. A döntőben Antun Stipančićot győzte le, 0:2-ről 3:2-re fordítva a mérkőzést. Férfi párosban kétszer lett világbajnok, 1971-ben Klampár Tiborral, illetve 1975-ben Gergely Gáborral. 1979-ben csapat-világbajnoki aranyérmet nyert. Az Európa-bajnokságokon két ízben férfi párosban (1972, 1974), kétszer pedig csapatban (1978, 1982) szerzett aranyérmet. 1967–1982 között 35 alkalommal nyert magyar bajnokságot, 6-szor egyéniben, 11-szer párosban és 8-szor vegyes párosban.
Az 1980-as évek elejétől egy évig Olaszországban vendégszerepelt. Nemzetközi karrierjét 1984-ben fejezte be 325-szörös válogatottként. A válogatottságtól történt visszavonulása után profi játékosként folytatta a pályafutását. 1984-től az osztrák Stockerauhoz igazolt, 2006-tól az SV Salamander Kornwestheim 1994 első csapatában játszik a német körzeti ligában.
1996-tól a Magyar Asztalitenisz Szövetség alelnöke, 1997-től rövid ideig a magyar asztalitenisz-válogatott szövetségi kapitánya.
2021. május 20-án választották a nemzet sportolójává Monspart Sarolta helyére.
Elvált, két gyermeke van (István és Mária).

## Eredményei

### Világbajnokságok
- 1971. Nagoja (Japán)  aranyérem férfi párosban Klampár Tiborral
- 1973. Szarajevó (Jugoszlávia)  ezüstérem férfi párosban Klampár Tiborral
- 1975. Kalkutta (India)  aranyérem egyéniben;  aranyérem férfi párosban Gergely Gáborral
- 1979. Phenjang (Észak-Korea)  ezüstérem férfi párosban Klampár Tiborral;  aranyérem csapatban
- 1981. Újvidék (Jugoszlávia)  ezüstérem csapatban
- 1983. Tokió (Japán)  bronzérem csapatban

### Európa-bajnokságok
- 1968. Lyon (Franciaország)  bronzérem férfi párosban Beleznay Mátyással
- 1970. Moszkva (Szovjetunió)  bronzérem férfi párosban Klampár Tiborral
- 1972. Rotterdam (Hollandia)  ezüstérem egyéniben;  aranyérem párosban Rózsás Péterrel
- 1974. Újvidék (Jugoszlávia)  aranyérem párosban Klampár Tiborral;  ezüstérem csapatban
- 1978. Duisburg (NSZK)  ezüstérem egyéniben;  aranyérem csapatban
- 1980. Bern (Svájc)  bronzérem párosban Klampár Tiborral;  bronzérem vegyes párosban Szabó Gabriellával
- 1982. Budapest  ezüstérem párosban Gergely Gáborral;  aranyérem csapatban

### Európa TOP-12
- 1971. Zára (Jugoszlávia)  1. hely
- 1972. Zágráb (Jugoszlávia) 4. hely
- 1973. Böblingen (NSZK) 9. hely
- 1974. Trollhättan (Svédország)  1. hely
- 1975. Bécs (Ausztria)  3. hely
- 1977. Szarajevó (Jugoszlávia) 4. hely
- 1978. Prága (Csehszlovákia) 5. hely
- 1979. Kristianstad (Svédország) 4. hely
- 1980. München (NSZK) 11. hely
- 1981. Miskolc 11. hely
- 1983. Thornaby 7. hely
- 1984. Pozsony (Csehszlovákia) 11. hely

### Nemzetközi bajnokságok
- 1968. Wiesloch 4. hely párosban Beleznay Mátyással,  2. hely vegyes párosban Kóczián Évával
- 1972. Hagen  2. hely párosban Klampár Tiborral,  3. hely vegyes párosban Magos Judittal
- 1972. Csehszlovák nyílt bajnokság  2. hely egyéniben
- 1974. München 4. hely vegyes párosban Magos Judittal,  1. hely csapatban
- 1974. Csehszlovák nyílt bajnokság  1. hely egyéniben
- 1982. világkupa  3. hely egyéniben

### Magyar nemzeti bajnokság
- 1967. 1. hely párosban Berczik Zoltánnal
- 1968. 1. hely egyéniben, 1. hely vegyes párosban Kóczián Évával
- 1969. 1. hely vegyes párosban Kisházi Beatrixszal
- 1970. 1. hely egyéniben, 1. hely párosban Klampár Tiborral, 1. hely vegyes párosban Papp Angélával
- 1971. 1. hely párosban Klampár Tiborral, 1. hely vegyes párosban Magos Judittal
- 1972. 1. hely párosban Klampár Tiborral, 1. hely vegyes párosban Magos Judittal
- 1973. 1. hely párosban Klampár Tiborral
- 1974. 1. hely egyéniben, 1. hely párosban Klampár Tiborral, 1. hely vegyes párosban Magos Judittal
- 1975. 1. hely egyéniben, 1. hely párosban Gergely Gáborral, 1. hely vegyes párosban Magos Judittal
- 1977. 1. hely egyéniben, 1. hely párosban Klampár Tiborral
- 1978. 1. hely egyéniben, 1. hely párosban Klampár Tiborral
- 1982. 1. hely párosban Gergely Gáborral, 1. hely vegyes párosban Szabó Gabriellával

## Egyesületei
- Diósgyőri VTK
- Budapesti Spartacus
- TTC Modica (Olaszország, Szicília 1983-tól)
- TTC Stockerau (Ausztria 1985-től)
- Bonlanden (2005-től)
- SV Salamander Kornwestheim 1894 (2006-tól)

## Díjai, elismerései
- A Magyar Köztársasági Érdemrend tisztikeresztje (1994)[3]
- Prima díj (2013)
- Terézváros díszpolgára (2013) [4]
- Magyar Örökség díj (2014)[5]
- Az európai asztalitenisz hírességek csarnokának tagja (2015)[6]
- Miskolc díszpolgára (2017)[7]
- Emberi Méltóságért (2018)[8]
- MSÚSZ-MOB-életműdíj (2018)[9]
- A Nemzet Sportolója (2021)
- Prima Primissima díj (2021) (megosztva)[10]
- Hűség a Hazához Érdemrend nagykeresztje (1956-os Magyar Szabadságharcosok Világszövetsége) (2022)